# Stenellipsis cuneata
Stenellipsis cuneata là một loài bọ cánh cứng trong họ Cerambycidae.